# Співвідношення шансів
Співвідно́шення ша́нсів (СШ, англ. odds ratio, OR) — це статистика, яка кількісно оцінює силу пов'язаності двох подій A та B. Співвідношення шансів визначають як співвідношення шансів настання події A за наявності B з шансами настання A за відсутності B. Через симетричність, співвідношення шансів навзаєм розраховує й співвідношення шансів настання B за наявності A з шансами настання B за відсутності A. Дві події незалежні тоді й лише тоді, коли СШ дорівнює 1, тобто шанси однієї події однакові незалежно від наявності чи відсутності іншої. Якщо СШ більше за 1, то A і B пов'язані (корельовані) в тому сенсі, що, порівняно з відсутністю B, наявність B підвищує шанси настання A, і симетрично — наявність A підвищує шанси B. І навпаки, якщо СШ менше за 1, то A і B негативно корельовані, і наявність однієї події знижує шанси настання іншої.
Зверніть увагу, що співвідношення шансів симетричне щодо двох подій і не вказує причинності (корелювання не означає спричинювання): СШ понад 1 не доводить, що B спричинює A, чи що A спричинює B.
Дві подібні статистики, які також часто використовують для кількісного оцінювання пов'язаності, — це відносний ризик (ВР) і абсолютне зниження ризику (АЗР). Часто найцікавішим параметром є саме ВР — співвідношення ймовірностей, аналогічне до шансів, які використовують у СШ. Проте доступні дані часто не дозволяють обчислити ВР чи АЗР, але дозволяють обчислити СШ, як у дослідженнях «випадок—контроль», про що йдеться нижче. З іншого боку, якщо одна з подій (A або B) достатньо рідкісна (в епідеміології це називають припущенням рідкісності захворювання), то СШ приблизно дорівнює відповідному ВР.
СШ відіграє важливу роль у логістичній моделі.

## Визначення та основні властивості

### Інтуїтивне пояснення на прикладі для нефахівців
Якщо підкинути симетричну монету, ймовірність випадіння аверса і ймовірність випадіння реверса однакові — обидві становлять 50 %. Уявімо тепер, що ми маємо несиметричну монету, таку що ймовірність випадіння аверса вдвічі більша за ймовірність реверса (тобто шанси подвоюються: з 1:1 до 2:1). Нові ймовірності становитимуть 661⁄3 % для аверса і 331⁄3 % для реверса.

### Пояснювальний приклад у контекстіприпущення рідкісності захворювання(інші мови)
Припустімо, що витік радіації в селі з 1000 мешканців підвищив частоту випадків рідкісного захворювання. Загальна кількість осіб, які зазнали впливу радіації, становила {\displaystyle V_{E}=400,} з яких {\displaystyle D_{E}=20} захворіли, а {\displaystyle H_{E}=380} залишилися здоровими. Загальна кількість осіб, які не зазнали впливу, становила {\displaystyle V_{N}=600,} з яких {\displaystyle D_{N}=6} захворіли, а {\displaystyle H_{N}=594} залишилися здоровими. Це можливо подати у вигляді таблиці спряженості:
{\displaystyle {\begin{array}{|r|cc|}\hline &{\text{ Хворі }}&{\text{ Здорові }}\\\hline {\text{ Зазнали впливу }}&20&380\\{\text{ Не зазнали впливу }}&6&594\\\hline \end{array}}}
Ризик захворіти за умови впливу становить {\displaystyle D_{E}/V_{E}=20/400=0{,}05}, а ризик захворіти за відсутності впливу — {\displaystyle D_{N}/V_{N}=6/600=0{,}01}. Один очевидний спосіб порівняти ці ризики — скористатися їхнім співвідношенням, тобто відносним ризиком:
{\displaystyle {\text{Відносний ризик}}={\frac {D_{E}/(D_{E}+H_{E})}{D_{N}/(D_{N}+H_{N})}}={\frac {D_{E}/V_{E}}{D_{N}/V_{N}}}={\frac {20/400}{6/600}}={\frac {0{,}05}{0{,}01}}=5\,.}
Співвідношення шансів дає інше значення. Шанси захворіти за наявності впливу становлять {\displaystyle D_{E}/H_{E}=20/380\approx 0{,}0526}, а шанси за відсутності впливу — {\displaystyle D_{N}/H_{N}=6/594\approx 0{,}0101\,.} Співвідношення шансів — це частка цих двох величин:
{\displaystyle {\text{Співвідношення шансів}}={\frac {D_{E}/H_{E}}{D_{N}/H_{N}}}={\frac {20/380}{6/594}}\approx {\frac {0{,}0526}{0{,}0101}}=5{,}2\,.}
Як показано в цьому прикладі, у випадку рідкісного захворювання відносний ризик і співвідношення шансів майже збігаються. За визначенням, рідкісне захворювання означає, що {\displaystyle V_{E}\approx H_{E}} і {\displaystyle V_{N}\approx H_{N}}. Отже, знаменники у формулах відносного ризику і співвідношення шансів майже однакові ({\displaystyle 400\approx 380} і {\displaystyle 600\approx 594)}.
Відносний ризик піддається розумінню легше, ніж співвідношення шансів, проте одна з причин користуватися співвідношенням шансів полягає в тому, що зазвичай дані про всю сукупність відсутні, й доводиться використовувати випадкову вибірку. У наведеному прикладі, якщо було би дуже дорого опитати мешканців села і з'ясувати, чи зазнали вони впливу радіації, то поширеність впливу радіації залишалась би невідомою, як і значення {\displaystyle V_{E}} та {\displaystyle V_{N}}. Можливо було би відібрати випадкову вибірку з 50 мешканців, проте цілком можливо, що в ній не виявилося би жодного хворого, оскільки захворіли лише 2,6 % населення. Замість цього доцільно застосувати дослідження «випадок—контроль», у якому опитують усіх 26 хворих мешканців, а також випадкову вибірку з 26 здорових. Результати можуть бути такими («можуть», бо це випадкова вибірка):
{\displaystyle {\begin{array}{|r|cc|}\hline &{\text{ Хворі }}&{\text{ Здорові }}\\\hline {\text{ Зазнали впливу }}&20&10\\{\text{ Не зазнали впливу }}&6&16\\\hline \end{array}}}
У цій вибірці шанси захворіти за умови впливу становлять 20/10, а шанси захворіти за відсутності впливу — 6/16. Отже, співвідношення шансів становить {\displaystyle {\frac {20/10}{6/16}}\approx 5{,}3}, досить близько до співвідношення шансів, обчисленого для всього села. Відносний ризик, проте, обчислити неможливо, оскільки це співвідношення ризиків захворювання, для якого потрібно знати {\displaystyle V_{E}} та {\displaystyle V_{N}}. Оскільки дослідження було побудоване з урахуванням хворих людей, половина учасників вибірки хворі, і це більше, ніж поширеність хвороби в загальній сукупності. Таким чином кількості хворих і здорових серед тих, хто зазнали впливу, та кількості хворих і здорових серед тих, хто не зазнали впливу, не підсумовні.
У медичній літературі загальноприйнято обчислювати співвідношення шансів і потім, користуючись припущенням рідкісності захворювання (яке зазвичай обґрунтоване), вважати, що відносний ризик приблизно дорівнює співвідношенню шансів. Це не лише дозволяє використовувати дослідження «випадок—контроль», а й спрощує врахування змішувальних змінних (як-от ваги або віку) в регресійному аналізі, а також має бажані властивості, описані в інших розділах цієї статті: інваріантність і нечутливість до типу вибірки.

### Визначення через шанси в групах
Співвідношення шансів — це співвідношення шансів настання події в одній групі з шансами її настання в іншій групі. Цей термін також використовують для позначення оцінок цього співвідношення на основі вибірки. Такі групи можуть бути, наприклад, чоловіки й жінки, експериментальна група і контрольна група, або будь-який інший дихотомний поділ. Якщо ймовірності події в кожній з груп — p1 (для першої групи) й p2 (для другої групи), то співвідношення шансів становить
{\displaystyle OR={\frac {p_{1}/(1-p_{1})}{p_{2}/(1-p_{2})}}={\frac {p_{1}/q_{1}}{p_{2}/q_{2}}}={\frac {\;p_{1}q_{2}\;}{\;p_{2}q_{1}\;}},}
де qx = 1 − px. Співвідношення шансів, що дорівнює 1, вказує на те, що досліджувана умова або подія однаково ймовірна в обох групах. Співвідношення шансів понад 1 вказує, що ця умова або подія ймовірніша в першій групі. Співвідношення шансів менше за 1 вказує, що ця умова або подія менш імовірна в першій групі. Якщо співвідношення визначене, воно не може бути від'ємним. Воно невизначене, якщо {\displaystyle p_{2}q_{1}} дорівнює нулю, тобто якщо {\displaystyle p_{2}=0} або {\displaystyle q_{1}=0}.

### Визначення через спільні та умовні ймовірності
Співвідношення шансів також можливо визначити через спільний розподіл імовірності двох бінарних випадкових величин. Спільний розподіл бінарних випадкових величин X і Y можливо записати як
{\displaystyle {\begin{array}{c|cc}&Y=1&Y=0\\\hline X=1&p_{11}&p_{10}\\X=0&p_{01}&p_{00}\end{array}}}
де p11, p10, p01 і p00 — невід'ємні «ймовірності комірок», що в сумі дають одиницю. Шанси для Y у двох підсукупностях, визначених як X = 1 і X = 0, визначаються через умовні ймовірності за X, тобто P(Y|X):
{\displaystyle {\begin{array}{c|cc}&Y=1&Y=0\\\hline X=1&{\frac {p_{11}}{p_{11}+p_{10}}}&{\frac {p_{10}}{p_{11}+p_{10}}}\\X=0&{\frac {p_{01}}{p_{01}+p_{00}}}&{\frac {p_{00}}{p_{01}+p_{00}}}\end{array}}}
Отже, співвідношення шансів становить:
{\displaystyle OR={\dfrac {p_{11}/(p_{11}+p_{10})}{p_{10}/(p_{11}+p_{10})}}{\bigg /}{\dfrac {p_{01}/(p_{01}+p_{00})}{p_{00}/(p_{01}+p_{00})}}={\frac {p_{11}p_{00}}{p_{10}p_{01}}}}
Зверніть увагу, що співвідношення шансів також дорівнює добутку ймовірностей «узгоджених комірок» (X = Y), поділеному на добуток імовірностей «неузгоджених комірок» (X ≠ Y). Втім, у деяких застосуваннях позначення категорій як нуль та одиниця є довільним, тож у таких випадках узгоджені й неузгоджені значення не мають особливого сенсу.

### Симетричність
Якби ми обчислювали співвідношення шансів на основі умовних імовірностей за Y, тобто
{\displaystyle {\begin{array}{c|cc}&Y=1&Y=0\\\hline X=1&{\frac {p_{11}}{p_{11}+p_{01}}}&{\frac {p_{10}}{p_{10}+p_{00}}}\\X=0&{\frac {p_{01}}{p_{11}+p_{01}}}&{\frac {p_{00}}{p_{10}+p_{00}}}\end{array}}}
то отримали би те саме значення:
{\displaystyle {\dfrac {p_{11}/(p_{11}+p_{01})}{p_{01}/(p_{11}+p_{01})}}{\bigg /}{\dfrac {p_{10}/(p_{10}+p_{00})}{p_{00}/(p_{10}+p_{00})}}={\dfrac {p_{11}p_{00}}{p_{10}p_{01}}}.}
Інші міри розміру ефекта для бінарних даних, як-от відносний ризик, цієї властивості симетричності не мають.

### Зв'язок зі статистичною незалежністю
Якщо X та Y незалежні, то їхні спільні ймовірності можливо виразити через їхні відособлені ймовірності px =  P(X = 1) та py =  P(Y = 1) наступним чином:
{\displaystyle {\begin{array}{c|cc}&Y=1&Y=0\\\hline X=1&p_{x}p_{y}&p_{x}(1-p_{y})\\X=0&(1-p_{x})p_{y}&(1-p_{x})(1-p_{y})\end{array}}}
У цьому випадку співвідношення шансів дорівнює одиниці, й навпаки: співвідношення шансів дорівнює одиниці лише тоді, коли спільні ймовірності можливо розкласти таким чином. Отже, співвідношення шансів дорівнює 1 тоді й лише тоді, коли X та Y незалежні.

### Встановлення ймовірностей комірок на основі співвідношення шансів та відособлених імовірностей
Співвідношення шансів — це функція ймовірностей комірок, і навпаки: ці ймовірності можливо встановити, якщо відоме співвідношення шансів R та відособлені ймовірності P(X = 1) = p11 + p10 та P(Y = 1) = p11 + p01. Якщо співвідношення шансів R відрізняється від 1, то
{\displaystyle p_{11}={\frac {1+(p_{1\cdot }+p_{\cdot 1})(R-1)-S}{2(R-1)}}}
де p1• = p11 + p10,  p•1 = p11 + p01, а
{\displaystyle S={\sqrt {(1+(p_{1\cdot }+p_{\cdot 1})(R-1))^{2}+4R(1-R)p_{1\cdot }p_{\cdot 1}}}.}
У випадку, коли R = 1, ми маємо незалежність, тож p11 = p1•p•1.
Після обчислення p11 решту трьох комірок імовірностей можливо легко встановити з відособлених імовірностей.

## Приклад

Графік, що показує, як логарифм співвідношення шансів відповідає ймовірностям настання події X у двох групах, позначених через A та B. Показаний тут логарифм співвідношення шансів ґрунтується на шансах настання події в групі B відносно шансів її настання в групі A. Тому, коли ймовірність X у B більша за її ймовірність в A, співвідношення шансів перевищує 1, а логарифм співвідношення шансів перевищує 0.

Припустімо, що у вибірці зі 100 чоловіків (M) 90 вживали вино (D) протягом минулого тижня (а 10 — ні), тоді як у вибірці з 80 жінок лише 20 вживали вино (а 60 — ні). Це дає таблицю спряженості
{\displaystyle {\begin{array}{c|cc}&M=1&M=0\\\hline D=1&90&20\\D=0&10&60\end{array}}}
Співвідношення шансів (СШ, англ. OR) можливо обчислити безпосередньо з цієї таблиці:
{\displaystyle {OR}={\frac {\;90\times 60\;}{\;10\times 20\;}}=27}
Іншими словами, шанси вживання вина серед чоловіків — 90 до 10, тобто 9:1, тоді як шанси вживання вина серед жінок — 20 до 60, тобто 1:3 = 0,33. Співвідношення шансів відтак становить 9 / 0,33, або 27, що показує, що чоловіки значно ймовірніше вживали вино, аніж жінки. Докладні обрахунки:
{\displaystyle {0.9/0.1 \over 0.2/0.6}={\frac {\;0.9\times 0.6\;}{\;0.1\times 0.2\;}}={0.54 \over 0.02}=27}
Цей приклад також ілюструє, що співвідношення шансів іноді чутливіші за відносний ризик: у цій вибірці чоловіки вживали вино у (90/100)/(20/80) = 3,6 раза частіше, а відповідні шанси вищі в 27 разів. Логарифм співвідношення шансів, різниця логітів імовірностей, пом'якшує цей ефект і забезпечує симетричність щодо впорядкування груп. Наприклад, при використанні натуральних логарифмів співвідношення шансів 27/1 відображається в 3,296, а співвідношення шансів 1/27 — у −3,296.

## Статистичне висновування

Графік, що показує мінімальне значення статистики ви́біркового логарифму співвідношення шансів, необхідне для встановлення його значущості на рівні 0,05 для заданого обсягу вибірки. Три лінії відповідають різним постановкам відособлених імовірностей у таблиці спряженості 2×2 (у цьому графіку відособлені ймовірності рядків і стовпців однакові).

Було розроблено декілька підходів до статистичного висновування для співвідношень шансів.
Один із них використовує великі ви́біркові наближення вибіркового розподілу логарифму співвідношення шансів (натурального логарифму співвідношення шансів). Якщо користуватися визначеним вище записом спільної ймовірності, то сукупнісний логарифм співвідношення шансів становить
{\displaystyle {\log \left({\frac {p_{11}p_{00}}{p_{01}p_{10}}}\right)=\log(p_{11})+\log(p_{00}{\big )}-\log(p_{10})-\log(p_{01})}.\,}
Якщо спостерігати дані у вигляді таблиці спряженості
{\displaystyle {\begin{array}{c|cc}&Y=1&Y=0\\\hline X=1&n_{11}&n_{10}\\X=0&n_{01}&n_{00}\end{array}}}
то ймовірності у спільному розподілі можливо оцінити як
{\displaystyle {\begin{array}{c|cc}&Y=1&Y=0\\\hline X=1&{\hat {p}}_{11}&{\hat {p}}_{10}\\X=0&{\hat {p}}_{01}&{\hat {p}}_{00}\end{array}}}
де ij = nij / n, а n = n11 + n10 + n01 + n00 — сума кількостей усіх чотирьох комірок. Тоді вибірковий логарифм співвідношення шансів становить
{\displaystyle {L=\log \left({\dfrac {{\hat {p}}_{11}{\hat {p}}_{00}}{{\hat {p}}_{10}{\hat {p}}_{01}}}\right)=\log \left({\dfrac {n_{11}n_{00}}{n_{10}n_{01}}}\right)}}.
Розподіл логарифма співвідношення шансів приблизно нормальний, де
{\displaystyle L\ \sim \ {\mathcal {N}}(\log(OR),\,\sigma ^{2}).\,}
Стандартна похибка логарифма співвідношення шансів становить приблизно
{\displaystyle {{\rm {SE}}={\sqrt {{\dfrac {1}{n_{11}}}+{\dfrac {1}{n_{10}}}+{\dfrac {1}{n_{01}}}+{\dfrac {1}{n_{00}}}}}}}.
Це асимптотичне наближення, й воно не даватиме змістовного результату, якщо в одній з комірок дуже мала кількість спостережень. Якщо L — це вибірковий логарифм співвідношення шансів, то приблизний 95 %-вий довірчий інтервал для сукупнісного логарифма співвідношення шансів становить L ± 1,96SE. Його можливо відобразити до exp(L − 1,96SE), exp(L + 1,96SE) для отримання 95 %-вого довірчого інтервалу для самого співвідношення шансів. Якщо перевіряти гіпотезу, що сукупнісне співвідношення шансів дорівнює одиниці, то двобічне p-значення становить 2P(Z < −|L|/SE), де P позначує ймовірність, а Z — стандартно нормально розподілена випадкова величина.
Інший підхід до висновування для співвідношень шансів розглядає розподіл даних, обумовлений відособленими частотами змінних X та Y. Перевагою цього підходу є те, що вибірковий розподіл співвідношення шансів можливо виразити точно.

## Роль у логістичній регресії
Логістична регресія дозволяє узагальнити поняття співвідношення шансів поза межі двох бінарних змінних. Припустімо, що є бінарна змінна відгуку Y та бінарний передбачувач X, а на додачу й інші передбачувачі Z1, …, Zp, які можуть бути як бінарними, так і ні. Якщо здійснювати множинну логістичну регресію, моделюючи Y через X, Z1, …, Zp, то оцінюваний коефіцієнт {\displaystyle {\hat {\beta }}_{x}} для X пов'язаний із умовним співвідношенням шансів. Зокрема, на рівні сукупності виконується:
{\displaystyle e^{\beta _{x}}=\exp(\beta _{x})={\frac {P(Y=1\mid X=1,Z_{1},\ldots ,Z_{p})/P(Y=0\mid X=1,Z_{1},\ldots ,Z_{p})}{P(Y=1\mid X=0,Z_{1},\ldots ,Z_{p})/P(Y=0\mid X=0,Z_{1},\ldots ,Z_{p})}},}
тому {\displaystyle \exp({\hat {\beta }}_{x})} є оцінкою цього умовного співвідношення шансів. Інтерпретація {\displaystyle \exp({\hat {\beta }}_{x})} — оцінка величини співвідношення шансів між Y та X при незмінних значеннях Z1, …, Zp.

## Нечутливість до типу вибірки
Якщо дані утворюють «сукупнісну вибірку» (англ. "population sample"), то ймовірності комірок {\displaystyle {\widehat {p\,}}_{ij}} інтерпретують як частоти кожної з чотирьох груп у сукупності, визначених значеннями X та Y. У багатьох випадках отримати сукупнісну вибірку неможливо, тому використовують добірну вибірку (англ. selected sample). Наприклад, можна вирішити вибрати одиниці з X = 1 із заданою ймовірністю f, незалежно від їхньої частоти в популяції (що вимагало би вибирання одиниць з X = 0 із імовірністю 1 − f). У такому випадку наші дані відповідатимуть таким спільним імовірностям:
{\displaystyle {\begin{array}{c|cc}&Y=1&Y=0\\\hline X=1&{\frac {fp_{11}}{p_{11}+p_{10}}}&{\frac {fp_{10}}{p_{11}+p_{10}}}\\X=0&{\frac {(1-f)p_{01}}{p_{01}+p_{00}}}&{\frac {(1-f)p_{00}}{p_{01}+p_{00}}}\end{array}}}
Співвідношення шансів p11p00 / p01p10 для цього розподілу не залежить від f. Це свідчить про те, що співвідношення шансів (а отже і логарифм співвідношення шансів) інваріантне щодо невипадкової вибірки на основі однієї з досліджуваних змінних. Проте зверніть увагу, що стандартна похибка логарифма співвідношення шансів залежить від f.[джерело?]
Цей факт застосовують у двох важливих випадках:
- Припустімо, що отримати сукупнісну вибірку незручно або неможливо, але доступна зручна вибірка(інші мови) одиниць із різними значеннями X, така, що в межах X = 0 та X = 1 підвибірки значень Y репрезентативні для сукупності (тобто вони слідують правильним умовним імовірностям).
- Припустімо, що відособлений розподіл однієї змінної, скажімо, X, дуже асиметричний. Наприклад, при вивченні зв'язку між високим споживанням алкоголю та раком підшлункової залози захворюваність дуже низька, і вимагатиме дуже великої сукупнісної вибірки. Проте можливо скористатися даними з лікарень, щоби звернутися до більшості або всіх пацієнтів із раком у лікарнях, а потім випадково вибрати стільки же індивідів без раку підшлункової залози (це називають дослідженням «випадок—контроль»).

В обох цих постановках співвідношення шансів можливо обчислити за добірною вибіркою без зміщення результату відносно того, який було би отримано на сукупнісній вибірці.

## Застосування у кількісних дослідженнях
Завдяки широкому використанню логістичної регресії, співвідношення шансів активно застосовують у багатьох галузях досліджень у медицині та суспільних науках. Його широко використовують в опитувальних дослідженнях, епідеміології та для подання результатів деяких клінічних випробувань, зокрема в дослідженнях «випадок—контроль». У звітах часто вживають скорочення «СШ» (англ. "OR"). Коли об'єднують дані з декількох досліджень, його часто подають як «об'єднане СШ» (англ. "pooled OR").

## Зв'язок із відносним ризиком

Відносний ризик і співвідношення шансів

Як пояснено в розділі «Пояснювальний приклад», відносний ризик (ВР, англ. relative risk, RR) зазвичай кращий за співвідношення шансів для розуміння зв'язку між ризиком та деякою змінною, як-от радіація чи нові ліки. У тому ж розділі пояснюється, що якщо справджується припущення рідкісності захворювання, то співвідношення шансів є добрим наближенням відносного ризику і має деякі переваги перед ним. Якщо ж припущення рідкісності захворювання не справджується, то нескориговане співвідношення шансів буде більшим за відносний ризик, але існують новаторські методи, які можуть легко використовувати ті самі дані для оцінювання відносного ризику, різниці ризиків, базових імовірностей та інших показників.
Якщо відомий абсолютний ризик у групі, яка не зазнала впливу впливу, то перехід між цими двома обчислюється як
{\displaystyle {\text{Відносний ризик}}\approx {\frac {\text{Співвідношення шансів}}{1-R_{C}+(R_{C}\times {\text{Співвідношення шансів}})}}}
де RC — абсолютний ризик у групі, яка не зазнала впливу.
Якщо припущення рідкісності захворювання не справджується, співвідношення шансів може істотно відрізнятися від відносного ризику, і його не слід інтерпретувати як такий.
Розгляньмо смертність чоловіків і жінок серед пасажирів під час корабельної катастрофи. Із 462 жінок загинули 154, а вижили 308. Із 851 чоловіка загинули 709, а вижили 142. Очевидно, чоловік мав більший шанс загинути, ніж жінка, але наскільки більший? Оскільки загинуло понад половину пасажирів, припущення рідкісності явно не справджується.
Щоб обчислити співвідношення шансів, зазначмо, що для жінок шанси загинути становили 1 до 2 (154/308). Для чоловіків — 5 до 1 (709/142). Співвідношення шансів становить 9,99 (4,99/0,5). Тобто шанси загинути в чоловіків були вдесятеро вищими, ніж у жінок.
Ймовірність смерті для жінок становила 33 % (154/462). Для чоловіків — 83 % (709/851). Відносний ризик смерті становить 2,5 (0,83/0,33). Тобто ймовірність смерті для чоловіка була в 2,5 раза вищою, ніж для жінки.

### Плутанина та перебільшення
Співвідношення шансів у медичній літературі часто плутають із відносним ризиком. Для нестатистиків співвідношення шансів є складним для розуміння поняттям і водночас часто дає більш вражаючий показник ефекту. Натомість більшість авторів вважає, що відносний ризик легший для розуміння. В одному дослідженні члени національної організації хворих на певне захворювання були насправді в 3,5 раза частіше обізнаними про поширений метод лікування, порівняно з не членами, проте співвідношення шансів становило 24, і в публікації заявили, що члени «у понад 20 разів частіше чули про» це лікування. Інше дослідження праць, опублікованих у двох журналах, показало, що 26 % статей, які використовували співвідношення шансів, тлумачили його як відносний ризик.
Це може відображати просто обирання авторами з браком розуміння найбільш вражаючих цифр. Проте іноді використання співвідношення шансів може бути оманливим цілеспрямовано. Було запропоновано подавати співвідношення шансів як розмір ефекту лише коли співвідношення ризику неможливо оцінити прямо, проте з новими методами оцінити співвідношення ризику можливо завжди, і саме його слід використовувати натомість.
Хоча відносні ризики потенційно простіше пояснювати загальній аудиторії, існують математичні й концептуальні переваги використання співвідношення шансів замість відносного ризику, зокрема в регресійних моделях. Через це в епідеміології та біостатистиці немає консенсусу, чи віддавати перевагу відносним ризикам, чи співвідношенням шансів, коли справедливими є обидва, як-от у клінічних випробуваннях та когортних дослідженнях.

## Оборотність  та інваріантність
Співвідношення шансів має ще одну унікальну властивість — воно безпосередньо математично оборотне, незалежно від того, чи СШ аналізують як уникання захворівання, чи як захворівання — де СШ для уникання є оберненим значенням 1/СШ для ризику. Це відоме як «інваріантність співвідношення шансів» (англ. 'invariance of the odds ratio'). Натомість відносний ризик не має цієї математичної властивості оборотності при дослідженні уникання чи настання захворівання. Це явище оборотності СШ й необоротності ВР найкраще ілюструється наступним прикладом:
Припустімо, що в клінічному дослідженні ризик побічної реакції становить 4/100 у групі з препаратом і 2/100 у групі плацебо… що дає ВР = 2 та СШ = 2,04166 для ризику побічної реакції препарат—плацебо. Проте якщо аналізувати навпаки й розглядати побічні реакції як одужання без них, то в групі препарату частка становитиме 96/100, а в групі плацебо — 98/100, що дає для одужання препарат—плацебо ВР = 0,9796, але СШ = 0,48979. Як видно, ВР 0,9796 явно не є оберненням ВР 2. Натомість СШ 0,48979 дійсно є прямим оберненням СШ 2,04166.
Це, знову-таки, те, що називають «інваріантністю співвідношення шансів», і чому ВР для одужання не те ж саме, що й ВР для ризику, тоді як СШ має цю властивість симетричності при аналізі як одужання, так і ризику побічних реакцій. Небезпека для клінічного тлумачення СШ виникає тоді, коли побічні реакції не рідкісні, через що СШ перебільшує відмінності, коли припущення рідкісності не справджується. З іншого боку, коли хвороба рідкісна, використання ВР для одужання (наприклад, ВР = 0,9796 з наведеного прикладу) може клінічно приховати важливе подвоєння ризику побічних ефектів, пов'язаних із препаратом або впливом.[джерело?]

## Оцінювачі співвідношення шансів

### Вибіркове співвідношення шансів
Ви́біркове співвідно́шення ша́нсів (англ. sample odds ratio) n11n00 / n10n01 легко обчислювати, і для помірних і великих вибірок воно добре працює як оцінювач сукупнісного співвідношення шансів. Коли одна або більше комірок у таблиці спряженості можуть мати малі значення, вибіркове співвідношення шансів може бути зміщеним і проявляти велику дисперсію.

### Альтернативні оцінювачі
Задля подолання обмежень вибіркового співвідношення шансів було запропоновано низку альтернативних оцінювачів співвідношення шансів. Один із них — оцінювач умовною максимальною правдоподібністю, який при формуванні функції правдоподібності для максимізування обумовлюється сумами рядків і стовпців (як у точному критерії Фішера). Ще одна альтернатива — оцінювач Ментела — Генцеля.[джерело?]

## Числові приклади
У наступних чотирьох таблицях спряженості подано спостережені частоти в комірках, а також відповідні вибіркові співвідношення шансів (СШ) та вибіркові логарифми співвідношень шансів (ЛСШ):
|       | СШ = 1, ЛСШ = 0 | СШ = 1, ЛСШ = 0 | СШ = 1, ЛСШ = 0 | СШ = 1, ЛСШ = 0 | СШ = 4, ЛСШ = 1,39 | СШ = 4, ЛСШ = 1,39 | СШ = 0,25, ЛСШ = −1,39 | СШ = 0,25, ЛСШ = −1,39 |
| Y = 1 | Y = 0           | Y = 1           | Y = 0           | Y = 1           | Y = 0              | Y = 1              | Y = 0                  |                        |
| X = 1 | 10              | 10              | 100             | 100             | 20                 | 10                 | 10                     | 20                     |
| X = 0 | 5               | 5               | 50              | 50              | 10                 | 20                 | 20                     | 10                     |
| ----- | --------------- | --------------- | --------------- | --------------- | ------------------ | ------------------ | ---------------------- | ---------------------- |

У наступних спільних розподілах імовірностей подано сукупнісні ймовірності комірок, а також відповідні сукупнісні співвідношення шансів (OR) та логарифми співвідношення шансів (LOR):
|       | СШ = 1, ЛСШ = 0 | СШ = 1, ЛСШ = 0 | СШ = 1, ЛСШ = 0 | СШ = 1, ЛСШ = 0 | СШ = 16, ЛСШ = 2,77 | СШ = 16, ЛСШ = 2,77 | СШ = 0,67, ЛСШ = −0,41 | СШ = 0,67, ЛСШ = −0,41 |
| Y = 1 | Y = 0           | Y = 1           | Y = 0           | Y = 1           | Y = 0               | Y = 1               | Y = 0                  |                        |
| X = 1 | 0,2             | 0,2             | 0,4             | 0,4             | 0,4                 | 0,1                 | 0,1                    | 0,3                    |
| X = 0 | 0,3             | 0,3             | 0,1             | 0,1             | 0,1                 | 0,4                 | 0,2                    | 0,4                    |
| ----- | --------------- | --------------- | --------------- | --------------- | ------------------- | ------------------- | ---------------------- | ---------------------- |

## Числовий приклад
| Показник              | Експериментальна група (Е)   | Контрольна група (К)         | Разом |
| --------------------- | ---------------------------- | ---------------------------- | ----- |
| Випадки (В)           | ЕВ = 15                      | КВ = 100                     | 115   |
| Не випадки (Н)        | ЕН = 135                     | КН = 150                     | 285   |
| Усього суб'єктів (С)  | ЕС = ЕВ + ЕН = 150           | КС = КВ + КН = 250           | 400   |
| Частота випадків (ЧВ) | ЕЧВ = ЕВ / ЕС = 0,1 або 10 % | КЧВ = КВ / КС = 0,4 або 40 % | —     |

| Змінна                                  | Скорочення | Формула                       | Значення      |
| --------------------------------------- | ---------- | ----------------------------- | ------------- |
| Абсолютне зниження ризику               | АЗР, ARR   | КЧВ − ЕЧВ                     | 0,3 або 30 %  |
| Кількість, яку необхідно пролікувати    | КНП, NNT   | 1 / (КЧВ − ЕЧВ)               | 3,33          |
| Відносний ризик (співвідношення ризику) | ВР, RR     | ЕЧВ / КЧВ                     | 0,25          |
| Відносне зниження ризику                | ВЗР, RRR   | (КЧВ − ЕЧВ) / КЧВ, або 1 − ВР | 0,75 або 75 % |
| Відворотна частка серед незазналих      | ВЧн, PFu   | (КЧВ − ЕЧВ) / КЧВ             | 0,75          |
| Співвідношення шансів                   | СШ, OR     | (ЕВ / ЕН) / (КВ / КН)         | 0,167         |

## Пов'язані статистики
Існують різні інші зведені статистики для таблиць спряженості, які вимірюють пов'язаність двох подій, як-от Y Юла та Q Юла; ці дві унормовані так, що дорівнюють 0 для незалежних подій, 1 для ідеальної позитивної кореляції та −1 для ідеальної негативної кореляції. Е. В. Ф. Едвардс досліджував ці статистики й стверджував, що ці міри пов'язаності мусять бути функціями співвідношення шансів, яке він називав подвійним співвідношенням (англ. cross-ratio).

## Співвідношення шансів у дослідженні «випадок–контроль» із добиранням
Дослідження «випадок—контроль» передбачає відбір репрезентативних вибірок випадків захворювання й контрольних випадків, які відповідно мають і не мають певне захворювання. Зазвичай ці вибірки незалежні одна від одної. У піддослідних з обох вибірок фіксують попередню поширеність впливу певного чинника ризику. Це дозволяє оцінити співвідношення шансів наявності захворювання в осіб, які зазнали впливу, порівняно з тими, хто не зазнав впливу, як описано вище. Проте іноді доцільно добирати контрольних суб'єктів до випадків за однією або кількома змішувальними змінними. У цьому разі для кожного випадку та її/його відповідного контрольного суб'єкта фіксують попередню наявність досліджуваного впливу. Ці дані можливо звести до такої таблиці.

### Таблиця 2×2 добору
| Пари випадок—контроль    | Контроль зазнав впливу | Контроль не зазнав впливу |
| ------------------------ | ---------------------- | ------------------------- |
| Випадок зазнав впливу    | {\displaystyle n_{11}} | {\displaystyle n_{10}}    |
| Випадок не зазнав впливу | {\displaystyle n_{01}} | {\displaystyle n_{00}}    |

У цій таблиці наведено стан впливу в добраних парах піддослідних. Маємо {\displaystyle n_{11}} пар, де і випадок, і його контроль зазнали впливу; {\displaystyle n_{10}} пар, де впливу зазнав випадок, але не контроль; {\displaystyle n_{01}} пар, де впливу зазнав контроль, але не випадок; та {\displaystyle n_{00}} пар, де впливу не зазнав жоден. Вплив у парі випадок—контроль є корельованим через подібні значення їхніх спільних змішувальних змінних.
Наступне виведення належить Бреслоу та Дею. Розглядаємо кожну пару як належну до страти з однаковими значеннями змішувальних змінних. За умов належності до однієї страти, стани впливу випадку й контролю незалежні один від одного. Для будь-якої пари випадок—контроль у межах однієї страти нехай
{\displaystyle p_{1}} — імовірність того, що випадок зазнав впливу,
{\displaystyle p_{0}} — імовірність того, що контроль зазнав впливу,
{\displaystyle q_{1}=1-p_{1}} — імовірність того, що випадок не зазнав впливу, і
{\displaystyle q_{0}=1-p_{0}} — імовірність того, що контроль не зазнав впливу.
Тоді ймовірність того, що випадок зазнав впливу, а контроль — ні, дорівнює {\displaystyle p_{1}q_{0}}, а ймовірність того, що контроль зазнав впливу, а випадок — ні, дорівнює {\displaystyle p_{0}q_{1}}. Унутрішньостратове співвідношення шансів впливу для випадків щодо контролів дорівнює
{\displaystyle \psi =(p_{1}/q_{1})/(p_{0}/q_{0})=p_{1}q_{0}/(q_{1}p_{0})}
Припускаємо, що ψ стале над усіма стратами.
Тепер узгоджені пари, в яких або і випадок, і контроль зазнали впливу, або жоден не зазнав, нічого не повідомляють нам про шанси впливу в групі випадків порівняно з шансами впливу серед контролів. Імовірність того, що випадок зазнав впливу, а контроль — ні, за умови, що пара неузгоджена, становить
{\displaystyle \pi =(p_{1}q_{0})/(p_{1}q_{0}+q_{1}p_{0})=\psi /(\psi +1)}
Розподіл {\displaystyle n_{10}} за заданої кількості неузгоджених пар є біноміальним:  ~ B{\displaystyle (n_{10}+n_{01},\pi )}, а оцінкою максимально правдоподібною π є
{\displaystyle {\hat {\pi }}=n_{10}/(n_{10}+n_{01})={\hat {\psi }}/({\hat {\psi }}+1)}
Домноження обидвох сторін цього рівняння на {\displaystyle (n_{10}+n_{01})({\hat {\psi }}+1)} і віднімання {\displaystyle n_{10}{\hat {\psi }}} дає
{\displaystyle n_{10}={\hat {\psi }}(n_{10}+n_{01}-n_{10})}, отже
{\displaystyle {\hat {\psi }}=n_{10}/n_{01}}.
Тепер {\displaystyle {\hat {\pi }}} — це оцінка максимальною правдоподібністю π, а ψ — монотонна функція від {\displaystyle {\hat {\pi }}}. Отже, {\displaystyle {\hat {\psi }}} — умовна оцінка максимальною правдоподібністю {\displaystyle {\hat {\psi }}} за заданої кількості неузгоджених пар. Ротман зі співавт. подають альтернативне виведення {\displaystyle {\hat {\psi }}}, показуючи, що це — окремий випадок оцінки Ментела — Генцеля внутрішньостратового співвідношення шансів для стратифікованих таблиць 2×2. Вони також посилаються на Бреслоу і Дея як на авторів наведеного тут виведення.
За нульової гіпотези, що {\displaystyle \psi =1,\pi =1/(1+1)=0,5}.
Отже, ми можемо перевірити нульову гіпотезу {\displaystyle \psi =1}, перевіряючи нульову гіпотезу {\displaystyle \pi =0,5}. Це здійснюється за допомогою критерію Мак-Немара.
Існує низка способів обчислення довірчого інтервалу для π. Нехай {\displaystyle {\hat {\pi }}_{LB}} та {\displaystyle {\hat {\pi }}_{UB}} позначують відповідно нижню й верхню межі довірчого інтервалу для π. Оскільки {\displaystyle \psi =\pi /(1-\pi )}, відповідний довірчий інтервал для ψ становить
{\displaystyle ({\frac {{\hat {\pi }}_{LB}}{1-{\hat {\pi }}_{LB}}},{\frac {{\hat {\pi }}_{UB}}{1-{\hat {\pi }}_{UB}}})}.
Таблиці 2×2 добору також можна аналізувати з використанням умовної логістичної регресії. Ця методика має перевагу, оскільки дозволяє моделювати стан «випадок—контроль» залежно від кількох чинників ризику з добраних даних випадків—контролю.

### Приклад
Мак-Евой зі співавт. досліджували використання мобільних телефонів водіями як чинник ризику дорожньо-транспортних пригод у дослідженні випадків з перехресними (англ. case-crossover study). Усі піддослідні були учасниками дорожньо-транспортних пригод, які вимагали ушпиталення. Користування мобільним телефоном кожного водія на момент аварії порівнювали з його ж користуванням телефоном у контрольний проміжок часу такого ж дня тижнем раніше. Очікується, що користування мобільним телефоном у момент аварії корелюватиме з користуванням телефоном тижнем раніше. Порівняння використання телефону під час аварії й у контрольний проміжок дозволяє скоригувати на особисті характеристики водія, час доби та день тижня. Ці дані можливо звести до такої таблиці.
| Пари випадок—контроль                     | Телефон використовували в контрольний час | Телефон не використовували в контрольний час |
| ----------------------------------------- | ----------------------------------------- | -------------------------------------------- |
| Телефон використовували під час аварії    | 5                                         | 27                                           |
| Телефон не використовували під час аварії | 6                                         | 288                                          |

Було 5 водіїв, які користувалися телефоном в обох проміжках, 27 — під час аварії, але не в контрольний час, 6 — у контрольний час, але не під час аварії, і 288 — не користувалися телефоном ані під час аварії, ані в контрольний час. Співвідношення шансів аварії під час користування телефоном до водіння без користування телефоном становить
{\displaystyle {\hat {\psi }}=27/6=4{,}5}.
Перевірка нульової гіпотези {\displaystyle {\hat {\psi }}=1} еквівалентна перевірці нульової гіпотези {\displaystyle {\hat {\pi }}=0{,}5} за наявності 27 з 33 неузгоджених пар, де водій користувався телефоном у момент аварії. Критерій Мак-Немара {\displaystyle \chi ^{2}=13{,}36}. Ця статистика має один ступінь свободи й дає P-значення 0,0003. Це дозволяє нам відкинути гіпотезу, що користування мобільним телефоном не впливає на ризик дорожньо-транспортних пригод ({\displaystyle \psi =1}) на високому рівні статистичної значущості.
Із застосуванням методу Вілсона, 95 %-вий довірчий інтервал для π становить (0,6561; 0,9139). Отже, 95 %-вий довірчий інтервал для ψ становить
{\displaystyle \left({\frac {0{,}6561}{1-0{,}6561}},{\frac {0{,}9139}{1-0{,}9139}}\right)=(1{,}9;10{,}6)}
(Мак-Евой зі співавт. аналізували свої дані за допомогою умовної логістичної регресії й отримали результати, майже ідентичні наведеним. Див. останній рядок таблиці 3 в їхній статті.)